# Rudnia (rejon radziwiłłowski)
Rudnia (ukr. Рудня; hist. Rudnia Poczajowska) – wieś na Ukrainie, w rejonie radziwiłłowskim obwodu rówieńskiego.
Założona w 1673 roku. W II Rzeczypospolitej miejscowość była siedzibą gminy wiejskiej Krupiec w powiecie dubieńskim województwa wołyńskiego. Wieś liczy 194 mieszkańców.
Znajduje się tu stacja kolejowa Rudnia Poczajowska, leżąca na linii Lwów – Zdołbunów.